# Caryodaphnopsis cogolloi
Caryodaphnopsis cogolloi är en lagerväxtart som beskrevs av H. van der Werff. Caryodaphnopsis cogolloi ingår i släktet Caryodaphnopsis och familjen lagerväxter. Inga underarter finns listade i Catalogue of Life.